# Grammonus longhursti
Grammonus longhursti är en fiskart som först beskrevs av Cohen, 1964.  Grammonus longhursti ingår i släktet Grammonus och familjen Bythitidae. Inga underarter finns listade i Catalogue of Life.